# Corina Morariu
Corina Morariu, född 26 januari 1978 i Detroit, Michigan, är en amerikansk högerhänt tennisspelare med störst framgångar i dubbel. Corina Morariu har som professionell spelare på WTA-touren hittills (juli 2007) vunnit en singeltitel och 13 dubbeltitlar. Dessutom har hon fem singel- och nio dubbeltitlar i ITF-arrangerade turneringar. Morariu rankades som bäst i singel som nummer 29 (augusti 1998) och som nummer 1 i dubbel (april 2000). Hon har spelat in 1,701,992 US dollar i prispengar.

## Tenniskarriären
Morariu inledde en lovande internationell tenniskarriär 1994 och vann fram till 1997 fem ITF-titlar i singel. Säsongen 1999 vann hon sin första singeltitel på WTA-touren (Bol). År 2000 var hon semifinalist i Rom.
Från 1997 satsade Morariu mer på dubbel och vann sin första Grand Slam-titel i Wimbledonmästerskapen 1999 tillsammans med landsmaninnan Lindsay Davenport. Säsongen 2001 nådde samma par dubbelfinalen i Australiska öppna som de dock förlorade mot det amerikanska syskonparet Venus Williams/Serena Williams. I samma turnering vann Morariu mixed dubbeltiteln tillsammans med Ellis Ferreira. 
På senvåren 2001 drabbades Morariu av akut promyelocytär leukemi för vilken hon fick kemoterapi. Behandlingen lyckades, och våren 2002 var hon tillbaka på touren. Hon fick där ett varmt mottagande av sina spelarkollegor. Senare på säsongen nådde hon bland annat semifinal i mixed dubbel i US Open. Mot slutet av säsongen drabbades hon av en axelskada som tvingade henne att genomgå kirurgi. Hon var borta stora delar av säsongen 2003 på grund av detta samt en besvärande knäskada.   
Morariu har därefter gjort comeback och nådde dubbelfinalen i Australiska öppna 2005 tillsammans med Davenport. Säsongen 2006 vann hon två WTA-dubbeltitlar, den ena tillsammans med Rennae Stubbs (Sydney) och den andra med Davenport (Bali).   
Corina Morariu deltog i det amerikanska Fed Cup-laget 2005.

## Spelaren och personen
Corina Morariu är bosatt i Boca Raton i Florida.  

## Grand Slam-titlar
- Australiska öppna
  - Mixed dubbel - 2001 (med Ellis Ferreira)
- Wimbledonmästerskapen
  - Dubbel - 1999 (med Lindsay Davenport)

## Övriga WTA-dubbeltitlar
- - 2006 - Sydney (med Rennae Stubbs), Bali (med Lindsay Davenport)
  - 2000 - Oklahoma City (med Kimberly Po-Messerli), Indian Wells (med Lindsay Davenport), Bol, Tokyo (båda med Julie Halard-Decugis)
  - 1999 - Stanford, San Diego (båda med Lindsay Davenport), Goldkusten, Birmingham (båda med Larisa Neiland), Tokyo (med Po)
  - 1997 - Pattaya City (med Kristine Radford-Kunce).